# Тринадцятий онук
«Тринадцятий онук» — радянський художній фільм 1982 року, знятий режисером Карідіном Акматалієвим на кіностудії «Киргизфільм».

## Сюжет
Тринадцятий онук дідуся Елемана Іскен — людина за характером м'яка та чуйна. Нікому він не хоче відмовити у допомозі чи послузі. Далеким родичам потрібне насіння рідкісних рослин — дістане, за квартирою доглянути — будь ласка, нагодувати беркута, що оселився на балконі сусідів, — він і тут перший. Зайнята людина. Але робота над власною дисертацією виявляється занедбаною, навіть немає часу, щоб порозумітися з коханою дівчиною.

## У ролях
- Бекін Сейдакматов — головна роль
- Муканбет Токтобаєв — головна роль
- Айтурган Темірова — Сана
- Бакен Кидикєєва — Бермет Шакірівна
- Садикбек Джаманов — роль другого плану
- Совєтбек Джумадилов — роль другого плану
- Сабіра Кумушалієва — роль другого плану
- Айгуль Далбаєва — роль другого плану
- Гульсара Ажибекова — роль другого плану
- Міра Далбаєва — роль другого плану
- Асанкул Куттубаєв — роль другого плану
- Каріна Акматалієва — роль другого плану
- Дімаш Ахімов — роль другого плану
- Бакірдін Алієв — роль другого плану
- Асек Джумабаєв — роль другого плану
- Аліман Джангорозова — роль другого плану
- Нуржуман Іхтимбаєв — роль другого плану
- Орозбек Кутманалієв — роль другого плану
- Іскра Раїмкулова — роль другого плану
- Нуркан Турсунбаєв — роль другого плану
- Асанбек Умуралієв — роль другого плану
- Ирис Ташибекова — роль другого плану
- Суїютай Шамшиєва — роль другого плану
- Сатибалди Далбаєв — роль другого плану
- Кумболот Досумбаєв — відвідувач медвитверезника

## Знімальна група
- Режисер — Карідін Акматалієв
- Сценарист — Еркін Борбієв
- Оператор — Аскар Джамгерчінов
- Композитори — Бекболот Абдраїмов, Олександр Георгієв
- Художники — Джолдожбек Касималієв, Суюнбек Мурзахметов